# 班戈 (北愛爾蘭)
班戈（英語： /ˈbæŋɡər/）是位於英國北愛爾蘭的一座城市，也是貝爾法斯特都市區內的城市之一。在2007年UTV電視台舉辦的投票中，班戈被選為北愛爾蘭最適合居住的城市。2011年人口普查時班戈有人口60,260人。

## 外部連結
- Bangor Local （页面存档备份，存于）
- Bangor Information Centre